# Asie
Pour les articles homonymes, voir Asie (homonymie).
L'Asie est l'un des continents ou une partie des supercontinents Eurasie ou Afro-Eurasie de la Terre. Avec 43 810 582 km2 de terres et 4,3 milliards d'habitants, l'Asie est le plus grand continent (8,6 % de la surface totale terrestre ou 29,4 % des terres émergées) et le plus peuplé (environ 60 % de la population mondiale). L'Asie est davantage un concept culturel qu'une entité physique homogène.
Ce continent abrite le plus haut sommet du monde, l'Everest, qui culmine à 8 849 mètres, et la plus haute tour du monde, Burj Khalifa, à Dubaï, d'une hauteur de 828 mètres, ainsi que la terre émergée la plus éloignée de tout océan, située à 2 648 km de la côte la plus proche, au nord-ouest de la Chine (46° 17′ N, 86° 40′ E).

## Étymologie
La première mention connue du mot proviendrait d'une stèle assyrienne qui distingue les rivages de la mer Égée par deux mots phéniciens : Ereb, le « couchant », et Assou, le « levant ». L'origine des noms grecs Εὐρώπη (Eurôpê), « Europe » et Ασία (Asía), « Asie » se trouve vraisemblablement dans ces deux termes sémitiques mais le terme grec Ασία pourrait aussi provenir de l'akkadien (w)aṣû(m) : « montée » ou « lever » du Soleil, d'Assuwa, État de l'Ouest de l'Anatolie dont le nom proviendrait du hittite assu qui signifie « bon », ou encore de l’ionien asia, région basse et humide des vallées du Caystre, de l’Hermos et du Méandre. Par ailleurs, Homère mentionne dans l'Iliade le troyen Asios fils d'Hyrtacus.
Vers 440 av. J.-C., le grec Hérodote découpe le monde en trois parties qu'il nomme en l'honneur de trois personnages de la mythologie grecque : l’Europe, la Lybie et l’Asie — l'Europe en l'honneur de l'Océanide Europe ou de la fille d'Agénor, Europe, la Libye en l'honneur de Libye et l'Asie (Ασία) en l'honneur de l'Océanide Asie, plus communément appelée Clymène.

## Géographie

### Géographie physique

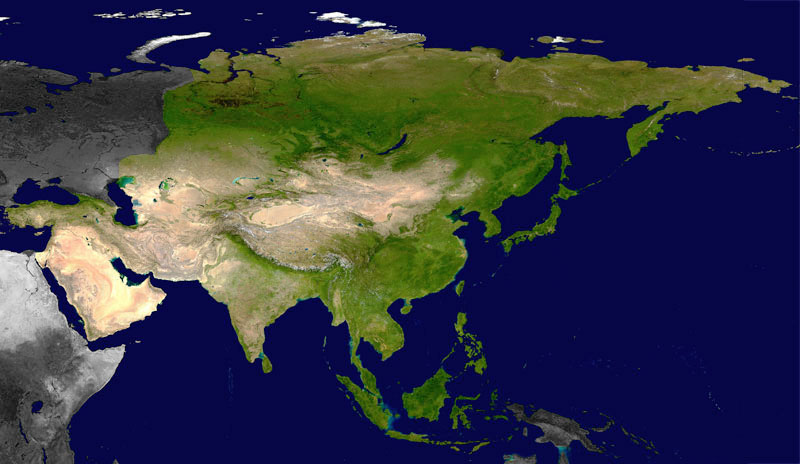
Vue satellite de l'Asie.

L'Asie est le plus grand des sept continents ; il peut aussi être considéré comme un sous-continent de l'Eurasie. Sa superficie est de 43 810 582 km2. Il possède plusieurs records géographiques mondiaux : l'altitude maximale (Everest dans l'Himalaya avec 8 849 m), l'altitude minimale (mer Morte avec −417 m) et la terre émergée la plus éloignée de tout océan (située à 2 648 km de la côte la plus proche, coordonnées 46° 17′ N, 86° 40′ E), ainsi que le lac le plus profond (lac Baïkal), qui représente près de 20 % des réserves d'eau douce de la planète.

#### Grands ensembles
On distingue quatre grands domaines.

##### Asie des moussons (Asie de l'Est et du sud)
Il y fait toujours chaud. L’été, les moussons venues de l’océan Indien apportent des pluies abondantes qui causent de nombreuses inondations mais qui sont essentielles aux cultures. Le climat et le relief des plaines et des plateaux sont favorables à la culture du riz, une plante qui a besoin de chaleur et qui pousse dans l’eau. Presque tout l’espace en est cultivé.

##### Asie des montagnes (centre de l'Asieavec l'Himalaya)
Le climat est froid en raison de l'altitude ; comme cette région est à l’abri des vents marins, les précipitations sont rares. L’été, le sol est couvert par une maigre prairie naturelle.

##### Asie froide (nord de l'Asie)
Le climat est continental avec des hivers très rigoureux et devient polaire près de l’Arctique. Le centre de cette partie de l’Asie est occupé par une grande forêt, la taïga, qui laisse place près de l’océan Arctique à une végétation de mousses et d’arbustes, la toundra.

##### Asie sèche (ouest de l'Asie)
Cette région est marquée par l’aridité. Le milieu est désertique avec de vastes étendues de sable ou de pierres. Un climat tempéré méditerranéen occupe une étroite bordure à l’ouest du continent.

### Faune et flore
La faune et la flore de l'Asie ne présentent pas de caractéristiques propres à l'échelle du continent. Diverses espèces ou sous-espèces découvertes ou décrites en Asie ont cependant reçu l'épithète spécifique ou le nom subspécifique asiaticus, asiatica ou asiaticum  (« asiatique »).

### Géographie politique

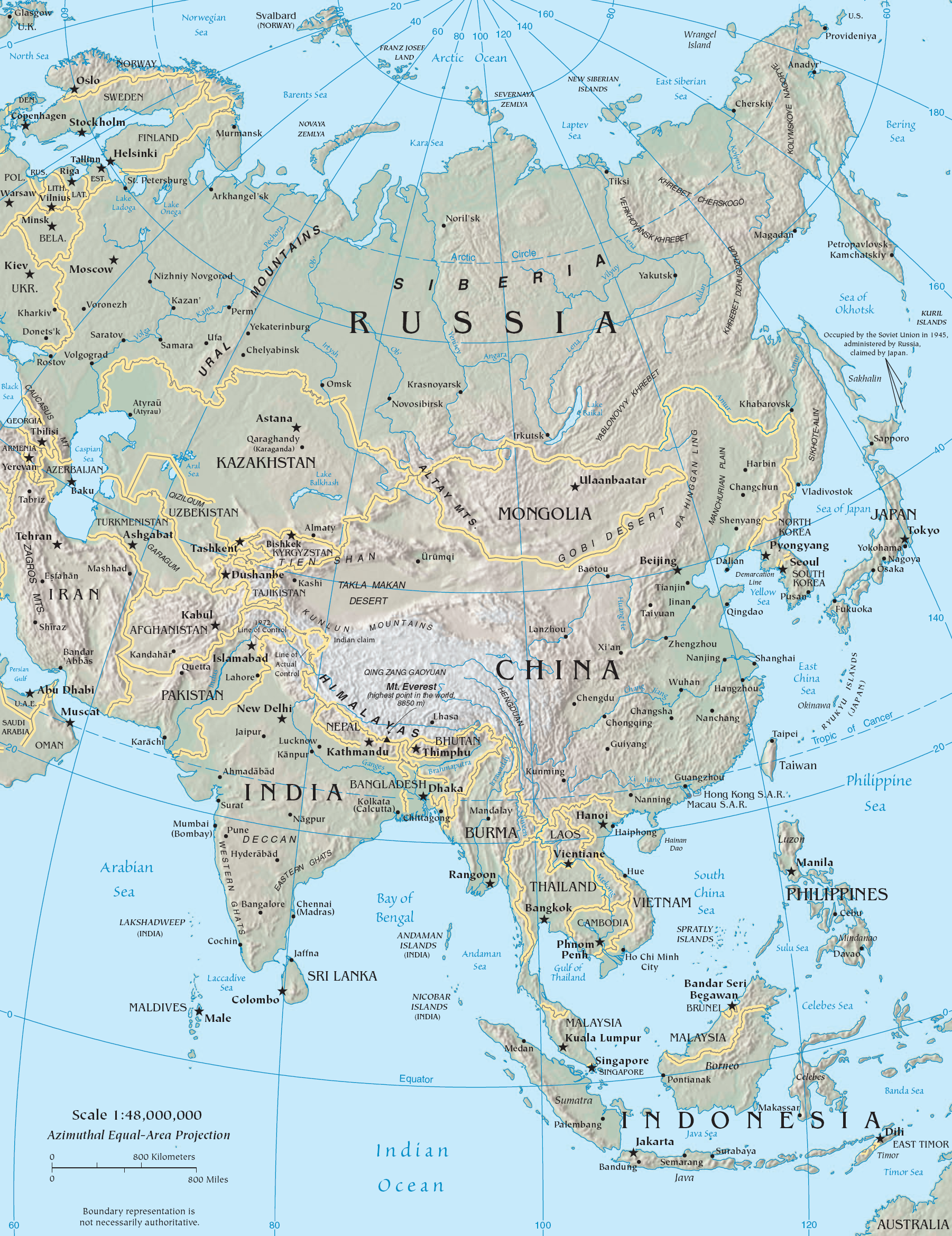
Carte des pays d'Asie.

| Pays et territoires                 | Capitale               | Superficie (km2) | Population (est. 2013) | Densité (hab. km2) |
| ----------------------------------- | ---------------------- | ---------------- | ---------------------- | ------------------ |
| Afghanistan                         | Kaboul                 | +00647 500,      | +0030 551 674,         | +0047,             |
| Arabie saoudite                     | Riyad                  | +02 152 000,     | +0028 828 870,         | +0013,             |
| Arménie                             | Erevan                 | +00029 800,      | +0002 976 372,         | +0100,             |
| Azerbaïdjan                         | Bakou                  | +00086 600,      | +0008 177 717,         | +0094,             |
| Bahreïn                             | Manama                 | +00 000665,      | +0 000686 585,         | +1 032,            |
| Bangladesh                          | Dacca ou Dhâkâ         | +00144 000,      | +0156 594 962,         | +1 087,            |
| Bhoutan                             | Thimphou               | +00047 000,      | +0 000753 945,         | +0016,             |
| Birmanie                            | Naypyidaw              | +00678 500,      | +0053 259 219,         | +0078,             |
| Brunei                              | Bandar Seri Begawan    | +0 0005 770,     | +0 000379 444,         | +0066,             |
| Cambodge                            | Phnom Penh             | +00181 035,      | +0015 135 169,         | +0084,             |
| République populaire de Chine (RPC) | Beijing ou Pékin       | +09 596 960,     | +1 385 566 537,        | +0144,             |
| Corée du Nord                       | Pyongyang              | +00120 540,      | +0024 895 480,         | +0207,             |
| Corée du Sud                        | Séoul                  | +00099 274,      | +0049 262 598,         | +0496,             |
| Émirats arabes unis                 | Abou Dabi              | +00082 880,      | +0009 346 126,         | +0112,             |
| Géorgie                             | Tbilissi               | +00069 700,      | +0003 038 217,         | +0057,             |
| Hong Kong                           |                        | +0 0001 104,     | +0007 018 636,         | +6 357,            |
| Inde                                | New Delhi              | +03 287 590,     | +1 252 139 596,        | +0381,             |
| Indonésie                           | Jakarta                | +01 919 440,     | +0249 865 631,         | +0130,             |
| Iran                                | Téhéran                | +01 648 000,     | +0077 447 168,         | +0047,             |
| Irak                                | Bagdad                 | +00437 072,      | +0033 765 232,         | +0077,             |
| Israël                              | Jérusalem              | +00020 770,      | +0007 733 123,         | +0372,             |
| Japon                               | Tokyo                  | +00377 835,      | +0127 143 577,         | +0337,             |
| Jordanie                            | Amman                  | +00092 300,      | +0007 273 799,         | +0079,             |
| Kazakhstan                          | Astana                 | +02 717 300,     | +0016 440 547,         | +0006,             |
| Kirghizistan                        | Bichkek                | +00198 500,      | +0005 213 898,         | +0026,             |
| Koweït                              | Koweït                 | +00017 820,      | +0002 418 393,         | +0136,             |
| Laos                                | Vientiane              | +00236 800,      | +0006 769 755,         | +0029,             |
| Liban                               | Beyrouth               | +00010 452,      | +0004 821 938,         | +0461,             |
| Macao                               |                        | +000 00029,      | +0 000566 375,         | +19 530,           |
| Malaisie                            | Kuala Lumpur           | +00329 750,      | +0029 716 965,         | +0090,             |
| Maldives                            | Malé                   | +00 000298,      | +0 000359 008,         | +1 204,            |
| Mongolie                            | Oulan-Bator            | +01 565 000,     | +0002 832 224,         | +0001,8            |
| Népal                               | Katmandou              | +00147 781,      | +0027 797 547,         | +0188,             |
| Oman                                | Mascate                | +00309 500,      | +0003 632 444,         | +0012,             |
| Ouzbékistan                         | Tachkent               | +00447 400,      | +0028 934 102,         | +0065,             |
| Pakistan                            | Islâmâbâd              | +00803 940,      | +0182 142 594,         | +0227,             |
| Palestine                           | Ramallah/Jérusalem-Est | +0 0005 860,     | +0004 326 295,         | +0738,             |
| Philippines                         | Manille                | +00300 000,      | +0098 393 574,         | +0328,             |
| Qatar                               | Doha                   | +00011 437,      | +0002 168 673,         | +0190,             |
| Russie                              | Moscou                 | +17 075 200,*    | +0142 833 689,         | +0008,             |
| Singapour                           | Singapour              | +00 000699,      | +0004 492 150,         | +6 426,            |
| Sri Lanka                           | Sri Jayawardenapura    | +00065 610,      | +0021 273 218,         | +0324,             |
| Syrie                               | Damas                  | +00185 180,      | +0021 898 061,         | +0118,             |
| Tadjikistan                         | Douchanbé              | +00143 100,      | +0007 320 815,         | +0051,             |
| Taïwan (RDC)                        | Taipei                 | +00035 980,      | +0023 146 090,         | +0643,             |
| Thaïlande                           | Bangkok                | +00514 000,      | +0067 010 502,         | +0130,             |
| Timor oriental                      | Dili                   | +00015 007,      | +0001 132 879,         | +0075,             |
| Turquie                             | Ankara                 | +00783 562,      | +0085 722 936,         | +0109,             |
| Turkménistan                        | Achgabat               | +00488 100,      | +0005 042 920,         | +0010,             |
| Viêt Nam                            | Hanoï                  | +00329 560,      | +0091 679 733,         | +0278,             |
| Yémen                               | Sanaa                  | +00527 970,      | +0024 407 855,         | +0046,             |

* Ce chiffre inclut la partie européenne de la Russie.

### Frontières
Beaucoup de géographes ne considèrent pas l'Asie comme un continent séparé de l'Europe, car il n'y a pas de séparation physique entre les deux.
L'Asie constitue l'est et le nord de l'Afro-Eurasie ou encore l'est de l'Eurasie. Elle est délimitée au nord par l'océan Arctique, à l'est par l'océan Pacifique, au sud par l'océan Indien, au sud-ouest par l'océan Indien (mer Rouge) et à l'ouest par l'océan Atlantique (mer Méditerranée et mer Noire), le Caucase, la mer Caspienne, le fleuve Oural et les monts Oural.

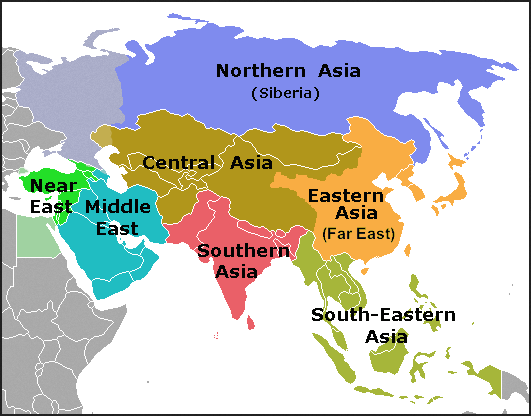
L'une des variantes des subdivisions historico-géographiques de l'Asie : l'Europe pourrait être considérée comme l'une d'elles.

L'Asie est séparée du continent américain par le détroit de Béring, de l'Océanie par différents mers et détroits et de l'Afrique par l'isthme de Suez. En revanche, la séparation avec le continent européen est nettement plus arbitraire dans la mesure où l'Europe et l'Asie forment une seule masse continentale clairement continue.
Les critères qui définissent l'Europe comme un continent distinct de l'Asie pourraient s'appliquer à d'autres portions de l'Eurasie : Proche et Moyen-Orient, sous-continent Indien, Indochine, etc.

#### Asie-Europe
Au XVIIIe siècle, le tsar Pierre Ier désire faire de la Russie une puissance européenne. Son géographe Tatitchev propose alors en 1703 que les monts Oural, le fleuve Oural et le Caucase constituent la frontière entre Europe et Asie en lieu et place du Don qui incluait alors la Russie dans l'Asie.
Avec l'extension récente de l'Union européenne aux portes de l'Asie tant dans les Balkans qu'en Europe de l'Est se pose une nouvelle fois le problème du tracé exact de la limite entre Europe et Asie. Certains géographes[Qui ?], par commodité, voudraient repousser la limite au-delà du Caucase afin d'inclure notamment l'Arménie en Europe. D'autres, à l'inverse, voudraient voir cette frontière fixée à la dépression de Manytch située au nord du Caucase dans le but d'inclure les peuples turcs du Caucase dans l'Asie.

#### Asie-Océanie
En 1831, l'explorateur et géographe Jules Dumont d'Urville découpe l'Océanie en quatre régions : la Polynésie, la Micronésie, la Mélanésie et l'Insulinde (alors appelée Malaisie). Cette dernière partie sera ensuite rattachée à l'Asie ce qui explique la frontière actuelle entre Asie et Océanie : l'ensemble des îles indonésiennes sont asiatiques à l'exception de la Nouvelle-Guinée et des îles toutes proches. Mais le caractère arbitraire de cette limite amène les géographes à repenser cette frontière. Certains pensent qu'il serait plus approprié d'utiliser la ligne Wallace, d'autres voudraient inclure entièrement l'Indonésie en Asie en excluant le Timor oriental.

#### Asie-Afrique
La frontière entre l'Asie et l'Afrique est généralement fixée à l'isthme de Suez ce qui exclut le Sinaï de l'Afrique. L'Égypte se retrouvant à cheval sur deux continents, certains géographes[Qui ?] proposent de déplacer la limite entre ces deux continents à la frontière israélo-égyptienne.

#### Asie-Amérique

Le détroit de Béring.

Par commodité, la frontière entre ces deux continents est fixée à la frontière russo-américaine, aux alentours du détroit de Béring. Les îles Komandorski sont donc asiatiques tandis que le reste des îles Aléoutiennes sont américaines.

## Histoire
Pendant six siècles, le développement du continent s'était construit autour de sa façade maritime. L'Union soviétique fermée, la Chine aussi, l'Inde repliée sur elle-même… l'essor de l'Asie s'était effectuée au travers de ses ports et de ses détroits, vers l'extérieur, Corée du Sud, Taïwan, Hong Kong, Singapour… La géographie économique et politique de l'Asie qui a émergé au XXe siècle est une géographie côtière. Le bras de fer militaire pour le contrôle de l'océan Indien est là pour en témoigner. Tout cela reste vrai, mais, en parallèle, une autre Asie émerge. Intérieure, continentale, terrestre. Des routes sont tracées, des voies ferrées posées, des pipelines et des villes forment peu à peu une infrastructure si importante que deux experts australiens, Anthony Bubalo et Malcolm Cook, y voient la naissance d'une nouvelle Asie, posée sur un axe est-ouest et qu'ils baptisent l'Asie « horizontale », en référence à l'Asie « verticale », construite le long des côtes. La liste des récents réseaux terrestres qu'ils dressent est impressionnante. Un oléoduc de 7 000 kilomètres entre Turkménistan et Chine. Un autre, en projet, entre l'Inde et l'Iran. Des milliers de kilomètres de tuyaux pour acheminer le pétrole russe vers la Chine. Des routes reliant la Birmanie à ce grand voisin. Des voies ferrées à grande vitesse vers le sud (Singapour) et vers l'ouest. Le rêve officiel chinois étant carrément de relier Shanghai à Londres en deux jours en 2025. Tout n'ira pas aussi vite que proclamé. Les Chinois ne pourront pas, conjoncture économique oblige, financer tous les travaux.

### Grands empires
L'Asie connut la domination au cours des siècles de diverses puissances telles que :
- l'Empire hittite qui domine l'Asie mineure entre le milieu du IIe millénaire av. J.-C. et le XIIIe siècle av. J.-C. ;
- l'Empire assyrien qui supplante le précédent jusqu'au VIIe siècle av. J.-C. ;
- l'Empire médique, puis l'Empire perse ;
- l'Empire macédonien fondé par Alexandre le Grand ;
- l'Empire romain, qui englobe une partie du Moyen-Orient, et notamment l'Anatolie pour former la province romaine d'Asie. L'Empire byzantin en est héritier à partir du IVe siècle et jusqu'en 1453 ;
- l'Empire khmer qui à son apogée s'étend de Singapour au Nord Laos, du Viêt Nam à la Birmanie ;
- les empires s'étant succédé dans le sous-continent indien, notamment les dynasties Maurya puis Gupta, l'Empire moghol (1526-1857), l'Empire marathe (1674-1816) puis le Raj britannique (1858–1947) ;
- l'Empire chinois, qui voit se suivre de nombreuses dynasties (Qin, Zhou, Tang, Song, Ming, Qing...) ;
- l'Empire arabo-musulman, qui s'étend de la péninsule d'Arabie au sous-continent indien, en passant par l'Asie centrale ;
- l'Empire mongol, auquel succèdent notamment la Horde d'or puis l'Empire timouride ;
- l'Empire ottoman, de 1290 à 1923 ;
- le Tsarat (1547-1721) puis l'Empire russe (1721-1917) qui conquièrent la Sibérie entre le XVIe et XXe siècles, et dont hérite l'Union des républiques socialistes soviétiques (1922-1991) ;
- l'Empire japonais (1868-1947), dominant un temps la Mandchourie, l'Extrême-Orient et l'Asie du Sud-Est.

### Époque coloniale
Diverses puissances coloniales se sont partagées l'Asie : la France avec la domination du Cambodge, du Laos et du Viêt Nam puis de la Syrie et du Liban (après la chute de l'Empire ottoman), le Royaume-Uni avec la domination du sous-continent indien sauf l'Afghanistan, de la Palestine, de l'Irak, du Yémen, d'Oman (après la chute de l'Empire ottoman), ainsi que de l'Inde, Bangladesh, Pakistan, Sri Lanka, la Birmanie (Myanmar) et de la Malaisie, les Pays-Bas avec l'Indonésie, les États-Unis avec la colonisation des Philippines, qui furent une colonie espagnole jusqu'en 1898, et l'administration du Japon, et le Portugal avec son Royaume-Uni de Portugal, du Brésil et des Algarves, dont l'Inde faisait partie.

### Asie contemporaine
Les colonies asiatiques ont été les premières à connaître l'indépendance grâce à des leaders tels que Jawaharlal Nehru et Mohandas Gandhi en Inde, Ho Chi Minh au Viêt Nam ou encore Sukarno et Hatta en Indonésie qui autoproclamèrent leurs pays respectifs indépendants en 1945, prenant les Empires coloniaux au dépourvu au sortir de la Seconde Guerre mondiale. Les Américains comprenant la situation (et pour éviter d'éventuelles tensions comme les Pays-Bas avec l'Indonésie ou encore la France avec ses colonies indochinoises), ils décidèrent de donner l'indépendance aux Philippines en 1946, qui fut le premier pays officiellement indépendant d'Asie.
Le Royaume-Uni suivra en 1947 en déclarant l'indépendance du Pakistan et de l'Inde (bien que les comptoirs portugais et français ne doivent pas être pas indépendants avant les années 1950 et 1960). Il s'ensuivit des tensions ethno-religieuses entre les deux pays. Le Royaume-Uni rendit également Ceylan et la Birmanie (1948) puis la Malaisie (1957), Singapour (1965), le Brunei (1984) et enfin Hong Kong (1997). Les Pays-Bas abandonnèrent l'Indonésie en 1949 à la suite d'une guérilla condamnée par l'ONU et qui se prolongera en conflit ethnique post-colonial. Quant à la France et au Portugal, ce n'est que tardivement qu'elles laissèrent leurs colonies. Pour la France, après une guerre contre l'Indochine qui l'épuise, elle donne l'indépendance au Laos, au Cambodge et au Viêt Nam en 1954 (ce dernier se divise en deux parties, Viêt Nam du Sud et Viêt Nam du Nord, ce qui les plongent dans une guerre pour récupérer la Cochinchine). Le Portugal, quant à lui, rendra son dernier comptoir qu'est Macao en 1999.
L'Asie contemporaine a été marquée par la création d'un État sioniste, Israël, en 1948 et cela entraînera des conflits d'ordre ethnico-religieux à plusieurs reprises. Les « superpuissances », c'est-à-dire les États-Unis et l'URSS, tentent de rallier à eux le continent, ce qui entraîne des tensions notamment en Corée (de 1950 à 1953) ; dans les années 1950 des révolutions éclatent au Moyen-Orient, comme en Syrie et en Irak puis, dans les années 1960, en Asie du Sud-Est comme la guerre du Viêt Nam (1967 à 1973), au Cambodge et au Laos ; l'Afghanistan sera envahi par l'URSS en 1979. La Chine deviendra un pays communiste en 1949 et s'ensuit la révolution culturelle en 1966.

## Population et civilisation

### Démographie
L'Asie compte 4,6 milliards d'habitants en 2019, soit plus de la moitié de la population mondiale (environ 60 %). Environ deux milliards d'entre eux ont moins de vingt ans. La population est toutefois très inégalement répartie : aux déserts humains de l'ouest et du nord de l'Asie s'opposent les grands foyers de peuplement de l'Asie du Sud et de l'Est.
La population asiatique croît au même rythme que la population mondiale. Certains pays mènent des politiques pour limiter les naissances, comme la Chine avec sa politique du mariage tardif et de l'enfant unique (toutefois abandonnée en 2015), ou l'Inde avec le versement d'allocations valorisées aux familles les moins nombreuses.
La fécondité varie selon les différentes régions d'Asie. Les pays d'Asie de l'Est ont un taux de fécondité très faible : 1,6 enfant par femme en Chine, 1,4 au Japon, 1,2 en Corée du Sud et 1,1 à Taïwan. En revanche, les pays d'Asie de l'Ouest, d'Asie centrale et d'Asie du Sud ont un taux de fécondité plus élevé : 5,3 enfants par femme en Afghanistan, 4,4 au Yémen, 3,6 au Pakistan ou encore 3,1 en Israël.

### Langues
Les langues les plus parlées en Asie sont le mandarin, avec environ 1 milliard de locuteurs et l'hindi.

### Religions
L'Asie compte plusieurs religions majeures et pour la plupart originaires d'Asie et dispersées sur tout le continent : animisme, bouddhisme, christianisme, confucianisme, hindouisme, sikhisme, jaïnisme, islam, judaïsme, shintoïsme, taoïsme, zoroastrisme, bahaïsme et le yézidisme.
- Kaaba, Arabie saoudite
- Angkor Vat, Cambodge
- Chocolate Hills, Philippines
- Jardin de Shalimar, Inde
- Qutub Minar, Inde
- Hawa Mahal, Inde
- Fort Rouge d'Agra, Inde
- Taj Mahal, Inde
- Temple de Khajuraho, Inde
- Stupa de Sanchi, Inde
- Kanchenjunga, Inde et Népal
- Varanasi, Inde
- Nanda Devi, Inde
- Gange, Inde
- Vallée du Cachemire, Inde
- Palais de Chowmahalla (en), Inde
- Temple de la Mahabodhi, Inde
- Pilier de fer de Delhi, Inde
- Cité interdite, Chine
- Mausolée de l'empereur Qin, Chine
- Palais d'Été, Chine
- Mont Huangshan, Chine
- Mont Paektu, Chine, Corée du Nord
- Temple du Ciel, Chine
- Grande Muraille, Chine
- Fort de Lahore, Pakistan
- Fort de Rohtas, Pakistan
- Mosquée du Sheikh Lutfallah, Iran
- Persépolis, Iran

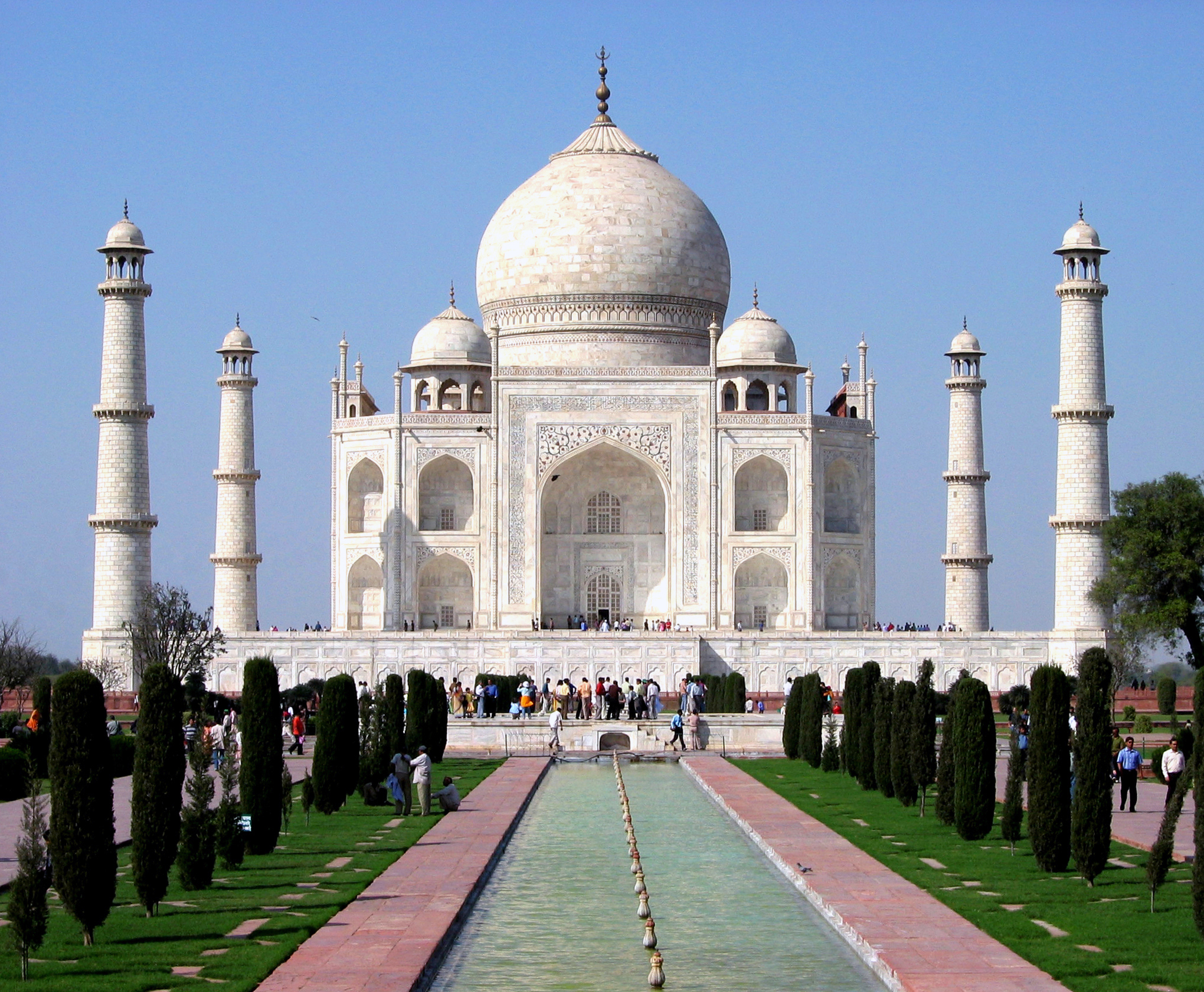
Le Taj Mahal en Inde.

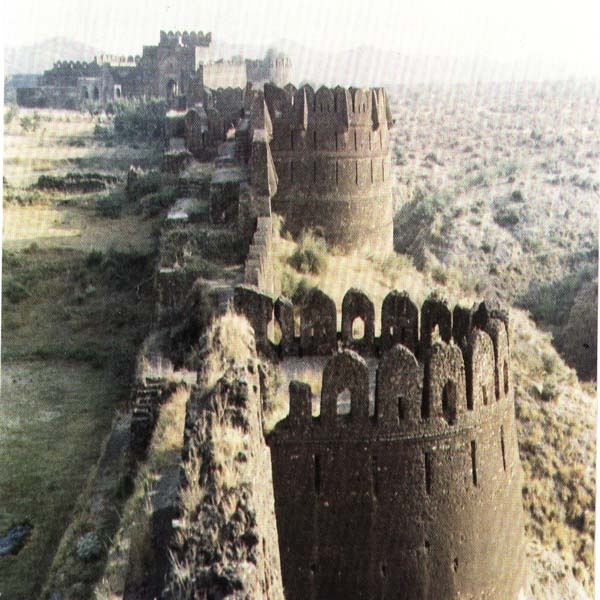
Le Fort de Rohtas au Pakistan.

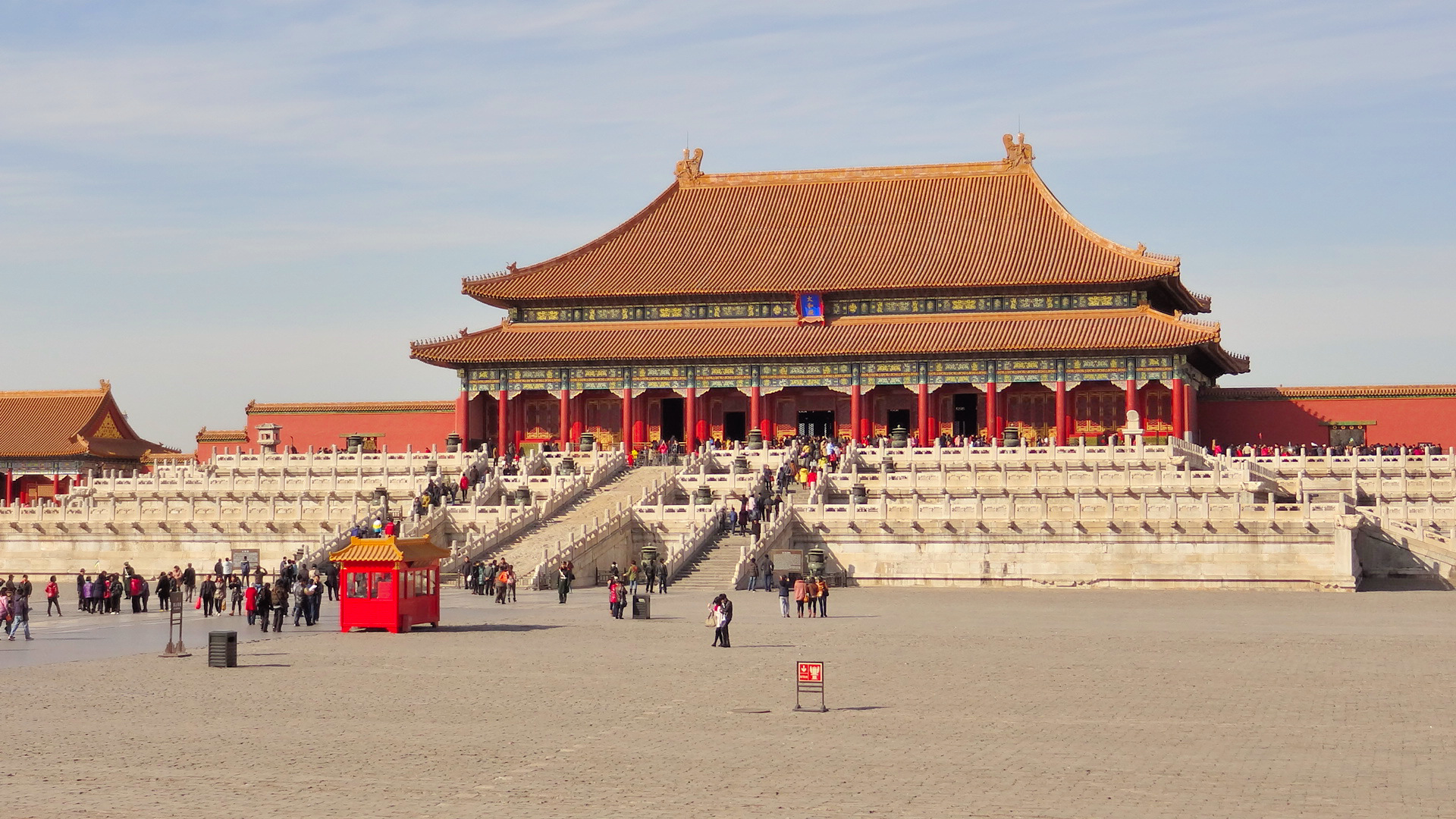
La Cité interdite en Chine.

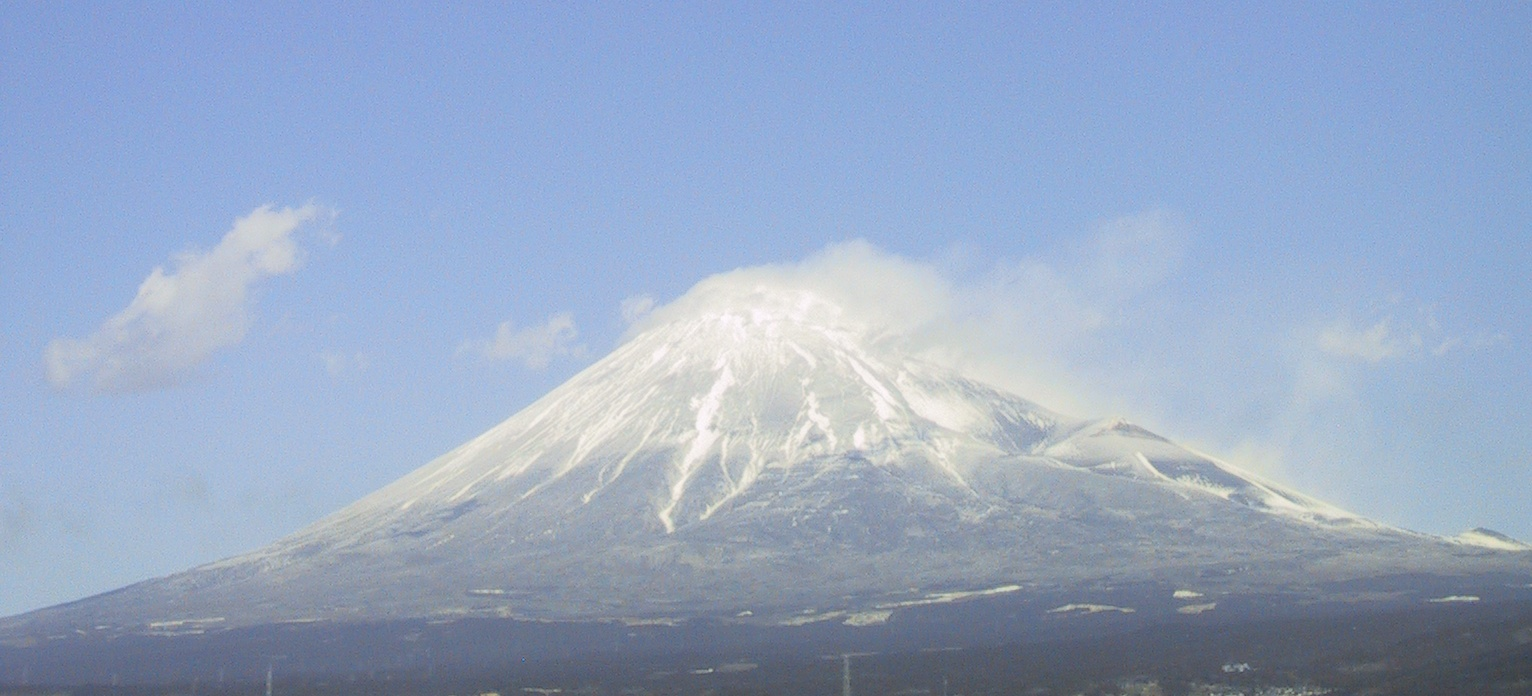
Le Mont Fuji au Japon.

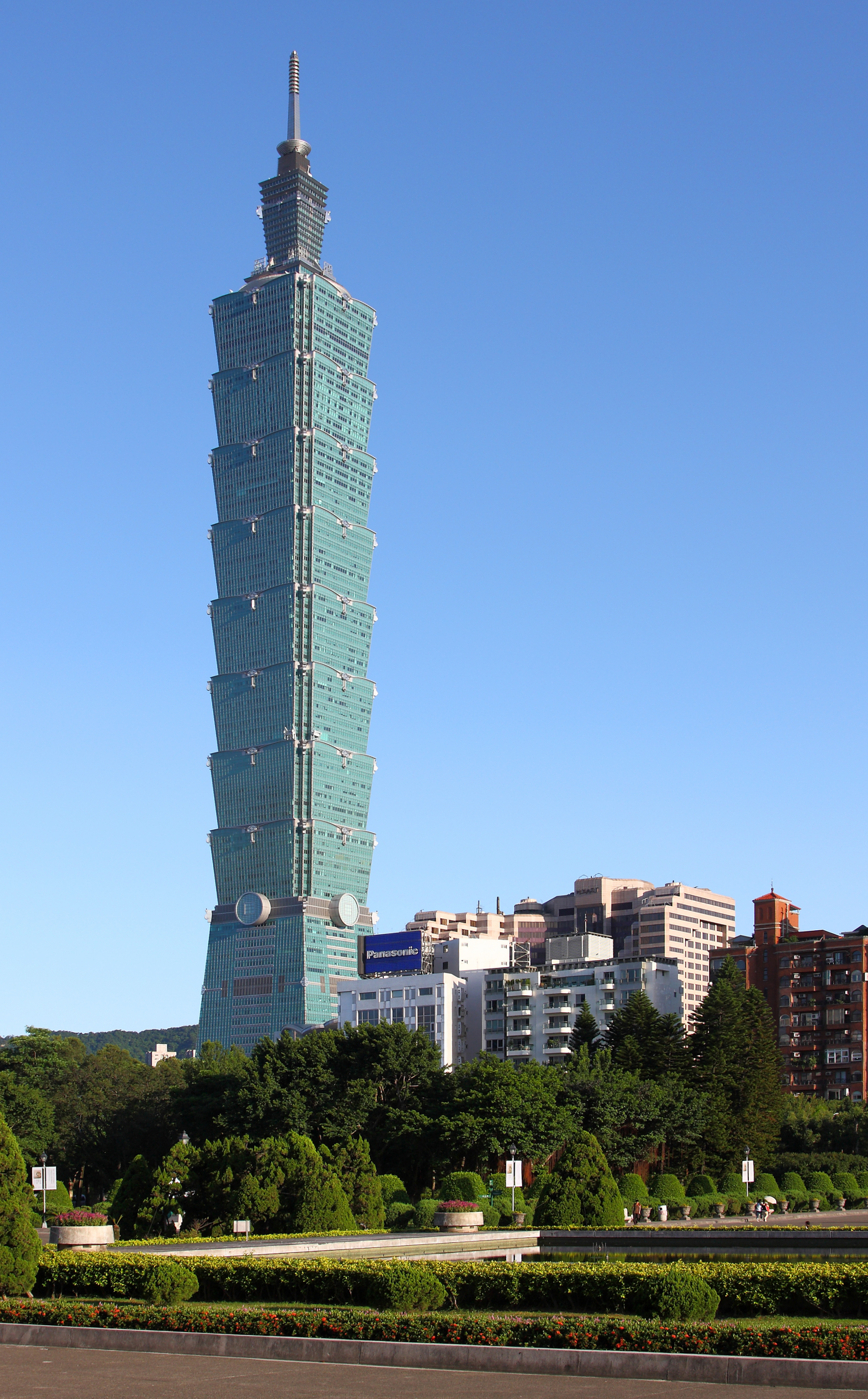
La Taipei 101 à Taïwan.

- l'Himalaya, Afghanistan, Inde, Bhoutan, Népal, Chine et Pakistan
- Temple de Borobudur, Indonésie
- Massada, Israël
- Mur des Lamentations, Israël
- Mont Fuji, Japon
- Baalbek, Liban
- Byblos, Liban
- Cèdre du Liban, Liban
- Grotte de Jeita, Liban
- Minar-e-Pakistan, Pakistan
- Masjid Al-Aqsa, Palestine
- Monts Otgontenger, Mongolie
- Karakorum, Mongolie
- Cappadoce, Turquie
- Bosphore, Turquie
- Dardanelles, Turquie
- Pondichéry, Inde
- Monts Taurus, Turquie
- Mont Ararat, Turquie
- Baie d'Halong, Viêt Nam
- Tour du Juche, Corée du Nord
- Tour Taipei 101, Taïwan
- Musée national du Palais, Taïwan
- Changdeokgung, Corée du Sud
- Temple Bulguksa, Corée du Sud
- Sanctuaire de Jongmyo, Corée du Sud
- Forteresse de Hwaseong, Corée du Sud
- Ville historique d'Ayutthaya, Thaïlande

## Économie
Le continent est très riche en ressources naturelles, telles que le pétrole, les forêts, les poissons, l'eau, le gaz naturel, le cuivre et l'argent.
L'Asie est le deuxième continent le plus riche du monde par PIB nominal après l'Europe et le premier en PPA.
Les plus grandes économies d'Asie sont la Chine, le Japon, l'Inde, la Corée du Sud et l'Indonésie.
L'Asie abrite également six des vingt plus grandes puissances économiques mondiales (huit si l'on compte la Russie et la Turquie) : la Chine, le Japon, l'Inde, la Corée du Sud, l'Indonésie et l'Arabie saoudite.
Le 15 septembre 2020, selon la Banque asiatique de développement (BAD), le produit intérieur brut de l’Asie devrait se contracter de 0,7 % en 2020 en raison de la pandémie de Covid-19. En outre, les économies asiatiques n’étaient plus des économies émergentes. C'était la première fois en 6 décennies que les 46 pays en développement du continent (l'Australie et le Japon n'en faisaient pas partie) devaient même entrer en légère récession en 2020.
| Pays            | PIB nominal (millions de $) | Rang mondial |
| --------------- | --------------------------- | ------------ |
| Chine           | 19 911,59                   | 2            |
| Japon           | 4 912,15                    | 3            |
| Inde            | 3 291,40                    | 6            |
| Russie          | 1 829,05                    | 11           |
| Corée du Sud    | 1 804,68                    | 12           |
| Iran            | 1 739,01                    | 14           |
| Indonésie       | 1 289,30                    | 17           |
| Arabie saoudite | 1 040,17                    | 18           |
| Turquie         | 692,38                      | 19           |
| Taïwan          | 841,21                      | 21           |
| Thaïlande       | 520,70                      | 28           |
| Malaisie        | 439,37                      | 34           |

* FMI - World Economic Outlook - Données récoltées en Avril 2022

### Industrie
L'industrie en Asie a toujours été plus importante dans l'Est, le Sud, et le Sud-est de l'Asie, en particulier en Chine, à Taïwan, en Corée du Sud, au Japon, en Inde et à Singapour. Le Japon et la Corée du Sud continuent à dominer dans le domaine des firmes multinationales.
L'Asie émergente attire de nombreuses délocalisations grâce à une main-d'œuvre bon marché et peu exigeante sur les conditions de travail, sur les heures et les salaires. Par exemple, il y a très peu de lois sociales en Chine.

### Finance
L'Asie a plusieurs grands centres financiers : Hong Kong, Singapour, Tokyo, Shanghai et Mumbai. Dubaï connaît une croissance rapide en tant que centre financier pour l'Asie occidentale. Le nombre d'emplois dans les centres d'appel et les Business Process Outsourcing (BPOs) est très important en Inde, au Pakistan et aux Philippines en raison de la disponibilité d'un vaste nombre de personnes hautement qualifiées, de travailleurs anglophones. L'utilisation accrue de l'externalisation a aidé l'ascension de l'Inde et de la république populaire de Chine en tant que centres financiers. Grâce à sa grande industrie extrêmement compétitive des technologies et de l'information, l'Inde est devenue une importante plaque tournante pour l'externalisation.

### Alliances commerciales
- Coopération économique pour l'Asie-Pacifique
- Dialogue Asie-Europe
- Association des nations de l'Asie du Sud-Est
- Conseil de coopération du Golfe
- Communauté des États indépendants
- Association sud-asiatique pour la coopération régionale

### Liste des pays parindice de développement humain(IDH)
| Rang | Pays         | IDH (2012) |
| ---- | ------------ | ---------- |
| 1    | Japon        | 0,912      |
| 2    | Corée du Sud | 0,909      |
| 3    | Hong Kong    | 0,906      |
| 4    | Israël       | 0,900      |
| 5    | Singapour    | 0,895      |

| Rang | Pays        | IDH (2012) |
| ---- | ----------- | ---------- |
| 1    | Afghanistan | 0,374      |
| 2    | Yémen       | 0,458      |
| 3    | Népal       | 0,463      |
| 4    | Birmanie    | 0,498      |
| 5    | Pakistan    | 0,515      |